# Vlaška (Mladenovac)
Vlaška (em cirílico:Влашка) é uma vila da Sérvia localizada no município de Mladenovac, pertencente ao distrito de Belgrado, nas regiões de Šumadija e Kosmaj. Possuía uma população de 2046 habitantes segundo o censo de 2002.

## Demografia
| 1948  | 1953  | 1961  | 1971  | 1981  | 1991  | 2002  |
| ----- | ----- | ----- | ----- | ----- | ----- | ----- |
| 2 913 | 2 941 | 2 949 | 2 800 | 2 808 | 2 938 | 2 547 |